# セントラル・トレインズ

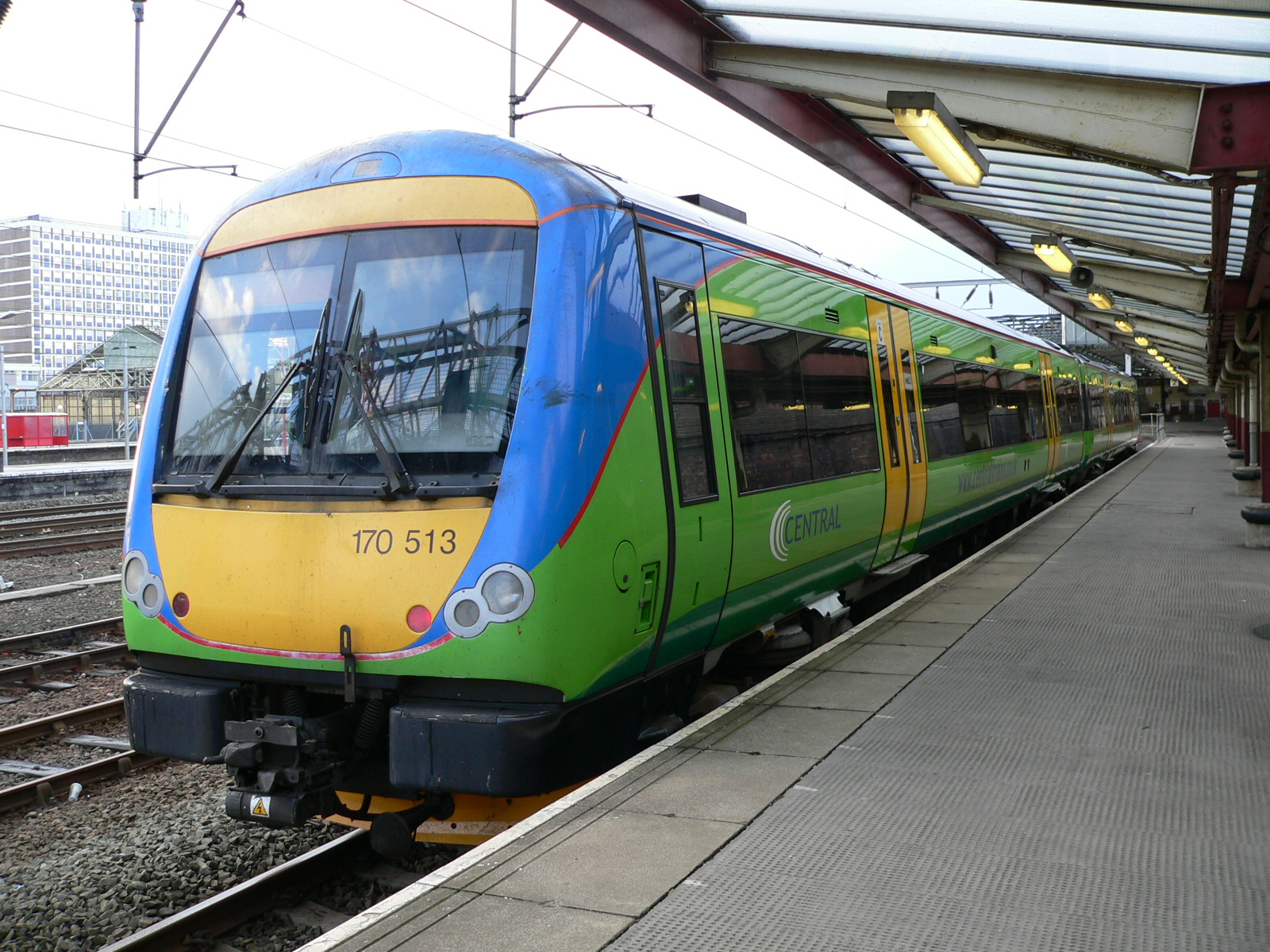
170系気動車（2006年）

セントラル・トレインズ（Central Trains）は、かつてイギリス・イングランド中部のバーミンガムを中心に通勤列車、中距離列車を運行していた列車運行会社である。1997年3月の国鉄分割民営化よりバス・鉄道大手、ナショナル・エクスプレス社(National Express Group)の傘下での経営であった。
バーミンガム中心部のターミナル駅は路線によってニューストリート駅又はスノーヒル駅とムーア・ストリート駅に分かれる。

## 営業権満了による運行終了、路線分割移行
民営化以来、二度にわたって営業権（フランチャイズ）の期間延長が認可されたが、運輸省によって行われた関係路線の運行権の見直しにより、2007年11月11日午前2時をもって与えられた運行権が満了する。全ての営業路線と従業員は競争入札によって決定された以下の新しい鉄道会社に引き継がれ、セントラル・トレインズは消滅する。
クロスカントリー (アリーヴァ社傘下)
- カーディフ - バーミンガム - ダービー - ノッティンガム
- バーミンガム - ケンブリッジ - スタンステッド空港

ロンドン・ミッドランド (ゴヴィア社傘下)
- ウェスト・ミッドランズ地方の路線。

イースト・ミッドランズ・トレインズ (ステージコーチ社傘下)
- シェフィールド、ダービー、ノッティンガム発着のイーストミッドランド地方の路線。